# Panslavenske boje
Panslavenske boje su crvena, bijela i plava; te boje se nalaze na većini zastava slavenskih zemalja. Simboliziraju zajedničko podrijetlo slavenskih naroda.
Podrijetlo ovih boja je u Panslavenskom pokretu koji je nastao u Europi u 19. stoljeću, a definirane na Slavenskom kongresu u Pragu, 1848. godine, temeljene na zastavi Rusije, koja je zauzvrat inspirirana po zastavi Nizozemske.
Zastava Bugarske je također nastala od panslavenskih boja, ali je kasnije plava boja zamijenjena zelenom jer se Bugarska razvijala kao poljoprivredna zemlja od osamostaljenja 1878. godine.
Bivša zastava Crne Gore (do 2004.), isto je imala ove boje, jednako zastavi Srbije (s tim da je srednja boja bila plavetna):
U Ruskoj Federaciji, mnoge autonomne republike i autonomne oblasti koriste zastave koje sadrže varijacije na rusku nacionalnu zastavu, iako su titularni narodi neslavenskog podrijetla. Ovo se objašnjava privrženošću ustavnom poretku i samoj zemlji Rusiji.
Iste boje drugog značenja imaju i zastave Paragvaja, Luksemburga, Nizozemske, Francuske, Sjedinjenih Država, Ujedinjenog Kraljevstva,  i Schleswig-Holstein.

## Zastave s panslavenskim bojama
- Trenutne države
- Zastava Hrvatske
- Zastava Češke
- Zastava Slovačke
- Zastava Rusije
- Zastava Srbije
- Zastava Slovenije

- Bivše države
- Zastava Istočne Rumelije (1885.–1886.)
- Zastava Kraljevine Crne Gore (1910.–1918.)
- Zastava Kraljevine Jugoslavije (1922.–1941.)

- Drugi entiteti
- Zastava Vojvodine
- Zastava Republike Srpske
- Zastava Krima
- Zastava autonomne republike Mordovije u Rusiji
- Zastava Hakasije
- Zastava Permjakije
- Zastava Čukotske
- Zastava Lužičkih Srba
- Zastava Rusina
- Zastava Hrvatske Republike Herceg-Bosne